# Ozocerita
A ozocerita (português brasileiro) ou ozocerite (português europeu) ou pez mineral é uma cera mineral derivada do petróleo. Assim como a parafina e a ceresina, possui baixíssimo odor e possui características impermeabilizantes e para dar brilho. É utilizado no lugar da parafina com ação antiozonante.
É uma a mistura sólida, semissólida, formada por compostos químicos (hidrocarbonetos), e que pode tanto ocorrer na natureza como ser obtida artificialmente, em processo de destilação do petróleo.